# Lekkoatletyka na Letnich Igrzyskach Olimpijskich 1992 – bieg na 800 m kobiet
Bieg na 800 metrów kobiet podczas XXV Letnich Igrzysk Olimpijskich w Barcelonie rozegrano 31 lipca (eliminacje) oraz 1 (półfinały) i 3 sierpnia 1992 (finał) na Estadi Olímpic de Montjuïc. Zwyciężczynią została reprezentantka Holandii Ellen van Langen.

## Rekordy
|                   | Zawodniczka           | Narodowość     | Czas    | Data               | Miejsce   |
| ----------------- | --------------------- | -------------- | ------- | ------------------ | --------- |
| Rekord świata     | Jarmila Kratochvílová | Czechosłowacja | 1:53,28 | 26 lipca 1983(dts) | Monachium |
| Rekord olimpijski | Nadieżda Olizarenko   | ZSRR           | 1:53,43 | 27 lipca 1980(dts) | Moskwa    |

## Wyniki
| Poz. - pozycja |
| – rekord świata \| – rekord krajowy \| – rekord życiowy \| = – wyrównany rekord życiowy \| · – najlepszy wynik w sezonie \| = – wyrównany najlepszy wynik w sezonie \| – rekord olimpijski |
| Fn – falstart \| DNF – nie ukończyła \| DNS – nie wystartowała \| DSQ – zdyskwalifikowana                                                                                                  |

### Eliminacje
Rozegrano pięć biegów eliminacyjnych. Do półfinałów awansowały po dwie najlepsze zawodniczki z każdego biegu (Q) oraz sześć z najlepszymi czasami spośród pozostałych (q).

#### Bieg 1
| Poz. | Zawodniczka        | Narodowość                   | Rezultat | Uwagi |
| ---- | ------------------ | ---------------------------- | -------- | ----- |
| 1    | Sigrun Grau        | Niemcy                       | 2:00,31  | Q     |
| 2    | Lilija Nurutdinowa | WNP                          | 2:00,37  | Q     |
| 3    | Diane Edwards      | Wielka Brytania              | 2:00,39  | q     |
| 4    | Shiny Wilson       | Indie                        | 2:01,90  |       |
| 5    | Stella Jongmans    | Holandia                     | 2:02,26  |       |
| 6    | Brigitte Nganaye   | Republika Środkowoafrykańska | 2:15,79  |       |
| –    | Rosalie Gangué     | Czad                         | DSQ      |       |

#### Bieg 2
| Poz. | Zawodniczka        | Narodowość        | Rezultat | Uwagi |
| ---- | ------------------ | ----------------- | -------- | ----- |
| 1    | Joetta Clark       | Stany Zjednoczone | 1:59,62  | Q     |
| 2    | Ellen van Langen   | Holandia          | 1:59,86  | Q     |
| 3    | Carla Sacramento   | Portugalia        | 2:00,57  | q     |
| 4    | Christine Wachtel  | Niemcy            | 2:01,39  |       |
| 5    | Paula Fryer        | Wielka Brytania   | 2:02,72  |       |
| 6    | Sukanya Sang-Nguen | Tajlandia         | 2:09,94  |       |
| 7    | Andrea Garae       | Vanuatu           | 2:28,61  |       |

#### Bieg 3
| Poz. | Zawodniczka             | Narodowość        | Rezultat | Uwagi |
| ---- | ----------------------- | ----------------- | -------- | ----- |
| 1    | Ella Kovacs             | Rumunia           | 1:59,88  | Q     |
| 2    | Letitia Vriesde         | Surinam           | 1:59,93  | Q     |
| 3    | Julie Jenkins           | Stany Zjednoczone | 1:59,96  | q     |
| 4    | Sabine Zwiener          | Niemcy            | 2:00,87  | q     |
| 5    | Fabia Trabaldo          | Włochy            | 2:01,44  |       |
| 6    | Sriyani Dhammika Menike | Sri Lanka         | 2:03,85  |       |
| 7    | Prisca Singamo          | Malawi            | 2:20,84  |       |

#### Bieg 4
| Poz. | Zawodniczka        | Narodowość      | Rezultat | Uwagi |
| ---- | ------------------ | --------------- | -------- | ----- |
| 1    | Inna Jewsejewa     | WNP             | 1:58,58  | Q     |
| 2    | Ana Fidelia Quirot | Kuba            | 1:59,06  | Q     |
| 3    | Charmaine Crooks   | Kanada          | 1:59,52  | q     |
| 4    | Lorraine Baker     | Wielka Brytania | 2:00,50  | q     |
| 5    | Leontia Sălăgeanu  | Rumunia         | 2:02,65  |       |
| 6    | Zewde Hailemariam  | Etiopia         | 2:11,60  |       |
| –    | Carol Galea        | Malta           | DSQ      |       |

#### Bieg 5
| Poz. | Zawodniczka      | Narodowość        | Rezultat | Uwagi |
| ---- | ---------------- | ----------------- | -------- | ----- |
| 1    | Lubow Gurina     | WNP               | 2:00,27  | Q     |
| 2    | Maria Mutola     | Mozambik          | 2:00,83  | Q     |
| 3    | Meredith Rainey  | Stany Zjednoczone | 2:01,33  |       |
| 4    | Viviane Dorsile  | Francja           | 2:01,54  |       |
| 5    | Amaia Andrés     | Hiszpania         | 2:02,67  |       |
| 6    | Gladys Wamuyu    | Kenia             | 2:03,01  |       |
| 7    | Edith Nakiyingi  | Uganda            | 2:03,55  |       |
| 8    | Mantokoane Pitso | Lesotho           | 2:29,77  |       |

### Półfinały
Rozegrano dwa biegi półfinałowe. Do finału awansowały po cztery najlepsze zawodniczki z każdego biegu.

#### Bieg 1
| Poz. | Zawodniczka        | Narodowość        | Rezultat | Uwagi |
| ---- | ------------------ | ----------------- | -------- | ----- |
| 1    | Lilija Nurutdinowa | WNP               | 1:58,04  | Q     |
| 2    | Maria Mutola       | Mozambik          | 1:58,16  | Q     |
| 3    | Inna Jewsejewa     | WNP               | 1:58,20  | Q     |
| 4    | Joetta Clark       | Stany Zjednoczone | 1:58,22  | Q     |
| 5    | Letitia Vriesde    | Surinam           | 1:58,28  |       |
| 6    | Charmaine Crooks   | Kanada            | 1:58,55  |       |
| 7    | Lorraine Baker     | Wielka Brytania   | 2:02,17  |       |
| 8    | Sabine Zwiener     | Niemcy            | 2:02,64  |       |

#### Bieg 2
| Poz. | Zawodniczka        | Narodowość        | Rezultat | Uwagi |
| ---- | ------------------ | ----------------- | -------- | ----- |
| 1    | Lubow Gurina       | WNP               | 2:00,64  | Q     |
| 2    | Ellen van Langen   | Holandia          | 2:00,68  | Q     |
| 3    | Ana Fidelia Quirot | Kuba              | 2:00,86  | Q     |
| 4    | Ella Kovacs        | Rumunia           | 2:00,89  | Q     |
| 5    | Sigrun Grau        | Niemcy            | 2:00,91  |       |
| 6    | Carla Sacramento   | Portugalia        | 2:02,85  |       |
| 7    | Diane Edwards      | Wielka Brytania   | 2:04,32  |       |
| 8    | Julie Jenkins      | Stany Zjednoczone | 2:06,53  |       |

### Finał
| Poz. | Zawodniczka        | Narodowość        | Rezultat | Uwagi |
| ---- | ------------------ | ----------------- | -------- | ----- |
| 1    | Ellen van Langen   | Holandia          | 1:55,54  | [ 3 ] |
| 2    | Lilija Nurutdinowa | WNP               | 1:55,99  |       |
| 3    | Ana Fidelia Quirot | Kuba              | 1:56,80  |       |
| 4    | Inna Jewsejewa     | WNP               | 1:57,20  |       |
| 5    | Maria Mutola       | Mozambik          | 1:57,49  |       |
| 6    | Ella Kovacs        | Rumunia           | 1:57,95  |       |
| 7    | Joetta Clark       | Stany Zjednoczone | 1:58,06  |       |
| 8    | Lubow Gurina       | WNP               | 1:58,13  |       |